# 시간 기록계
시간 기록계(時間記錄計, recording timer)는 일정한 시간 간격으로 종이테이프에 타점을 찍어 물체의 운동을 기록하는 장치이다. 